# هايد كوجا
هايد كوجا (باليابانية: 古賀英彦؛ بالكانا: こが ひでひこ) هو لاعب كرة قاعدة ياباني، ولد في 15 سبتمبر 1939 في كوماموتو في اليابان.

## روابط خارجية
- هايد كوجا على موقع الدوري الياباني لكرة القاعدة (الإنجليزية)